# Historia de Honduras (1900-1954)

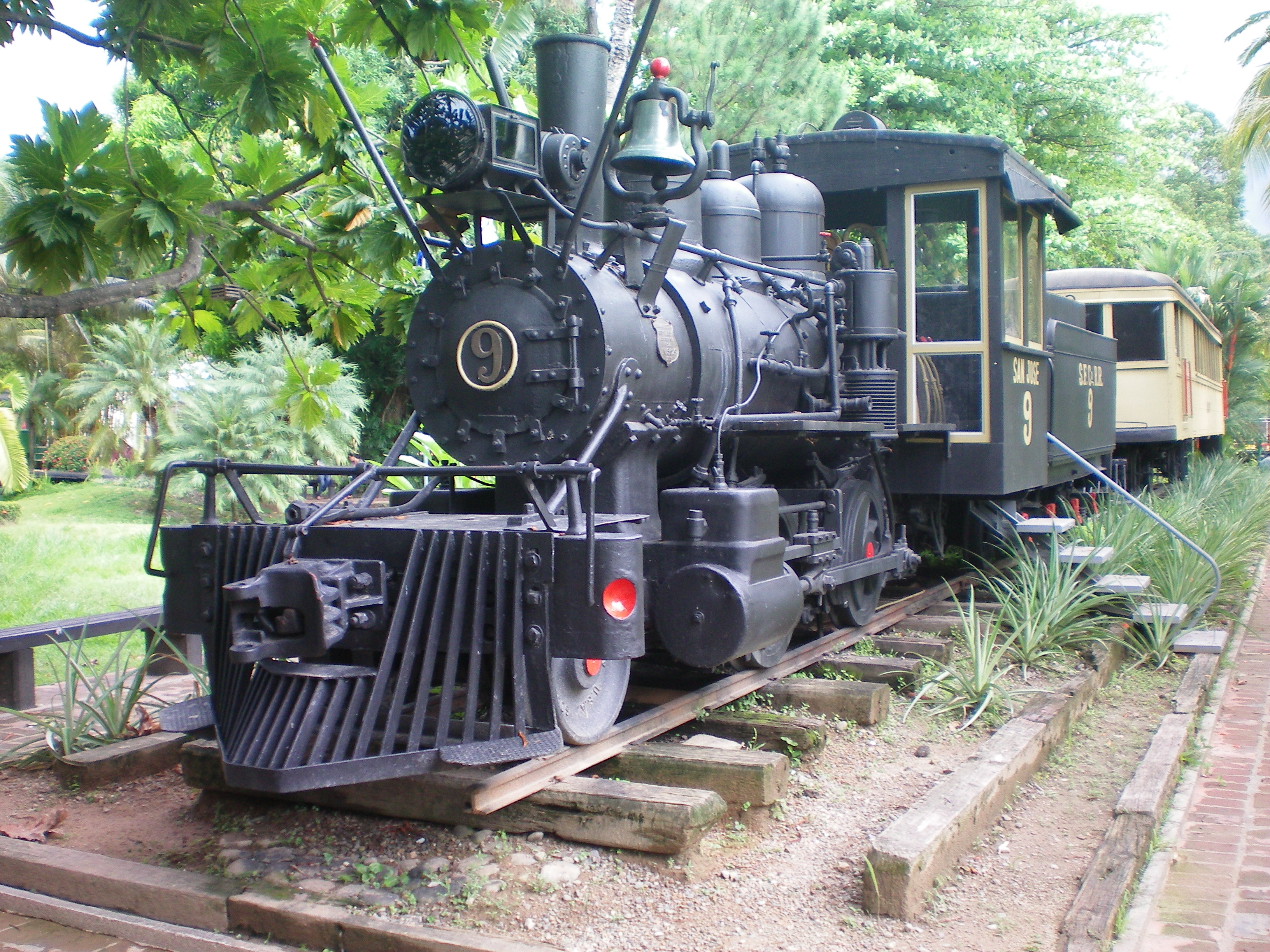
El Ferrocarril Nacional de Honduras fue parte importante en el desarrollo de Honduras a principios del siglo XX

Durante la primera mitad del siglo XX la economía de Honduras fue dominada por empresas estadounidenses como la United Fruit Company, la Standard Fruit Company y la Cuyamel Fruit Company, las cuales establecieron enormes  plantaciones de banano a lo largo de la costa norte. Estas compañías, hicieron rápidamente del banano el principal producto de exportación del país, a cambio de grandes concesiones por parte de los conservadores. De esta forma, el capital extranjero, la vida en las plantaciones de banano, y los conservadores, fueron factores determinantes en la política de Honduras desde 1928 hasta mediados del siglo XX.
Manuel Bonilla llegó a la presidencia de Honduras, por medio del uso de las armas. Una vez en el poder, resultó ser mejor amigo de las compañías bananeras que su antecesor, Terencio Sierra. Durante su administración estas empresas, ganaron las exenciones de impuestos y el permiso para la construcción de muelles y carreteras, así como el permiso para obtener las concesiones para la construcción del nuevo Ferrocarril Nacional de Honduras. Entre sus mayores logros se destaca la delimitación de la frontera con Nicaragua,  especialmente en la zona de La Mosquitia, por la cual, había una larga disputa.
Durante la administración de Miguel Rafael Dávila Cuéllar, Estados Unidos trató de ponerle fin a los conflictos centroamericanos a través del Tratado de Paz y Amistad Centroamericana de 1907. Sin embargo, de 1920 a 1923, se dieron diecisiete levantamientos o intentos de golpe de Estado en Honduras. Esto contribuyó aún más a la inestabilidad política del país. Vicente Mejía Colindres asumió el cargo en 1929 con grandes esperanzas para su administración y su nación. Honduras parecía encaminarse rumbo al progreso político y económico. Pero muchas de las esperanzas de Mejía Colindres, se desvanecieron con el inicio de la Gran Depresión. 
El Doctor y General Tiburcio Carías Andino gobernó a Honduras dictatorialmente durante la Gran Depresión, hasta 1948. Durante su gobierno la situación fiscal del país mejoró notablemente, modernizó las fuerzas armadas y mejoró ligeramente la educación y la infraestructura de Honduras. Además, trajo orden y una paz relativa que el país no había tenido, aunque para ello tuvo que hacer uso de la represión. Presionado por el gobierno de los Estados Unidos de América, el General Carias permitió elecciones libres en el país. No obstante, Carías encontró maneras de usar su influencia y nominó al Abogado Juan Manuel Gálvez como candidato por el Partido Nacional. 
Juan Manuel Gálvez ganó las elecciones sin oposición alguna. Durante su gobierno, Gálvez siguió la mayor parte de las políticas fiscales de la administración Carias, la reducción de la deuda externa y pagó hasta el último de los bonos británicos. Las compañías fruteras siguieron recibiendo un buen trato por parte de Gálvez. Además, Gálvez estableció algunos cambios notables en comparación a los últimos quince años. La educación recibo mayor atención, y comenzó a recibir una parte mayor del presupuesto nacional. El cambio más evidente fue en la arena política. Un considerable grado de libertad de prensa fue restaurada. Al Partido Liberal se le permitió reorganizarse, así como a otros grupos políticos. Asimismo, los trabajadores también se beneficiaron durante su gobierno.
Ahora en los años aproximados han liderado personas solo destruyen el país.

### El Enclave Bananero
Fue un periodo en el cual Honduras inició la explotación del banano. Empresas extranjeras como ser: La United Fruit Company y la Standard Fruit Company iniciaron el negocio del banano en Honduras. Estas empresas estadounidenses explotaron los trabajadores hondureños. En ese momento Honduras dependía mucho de la agricultura y ganadería (actualmente también) y uno de esos cultivos era el banano.

### Concesiones y elección de 1902

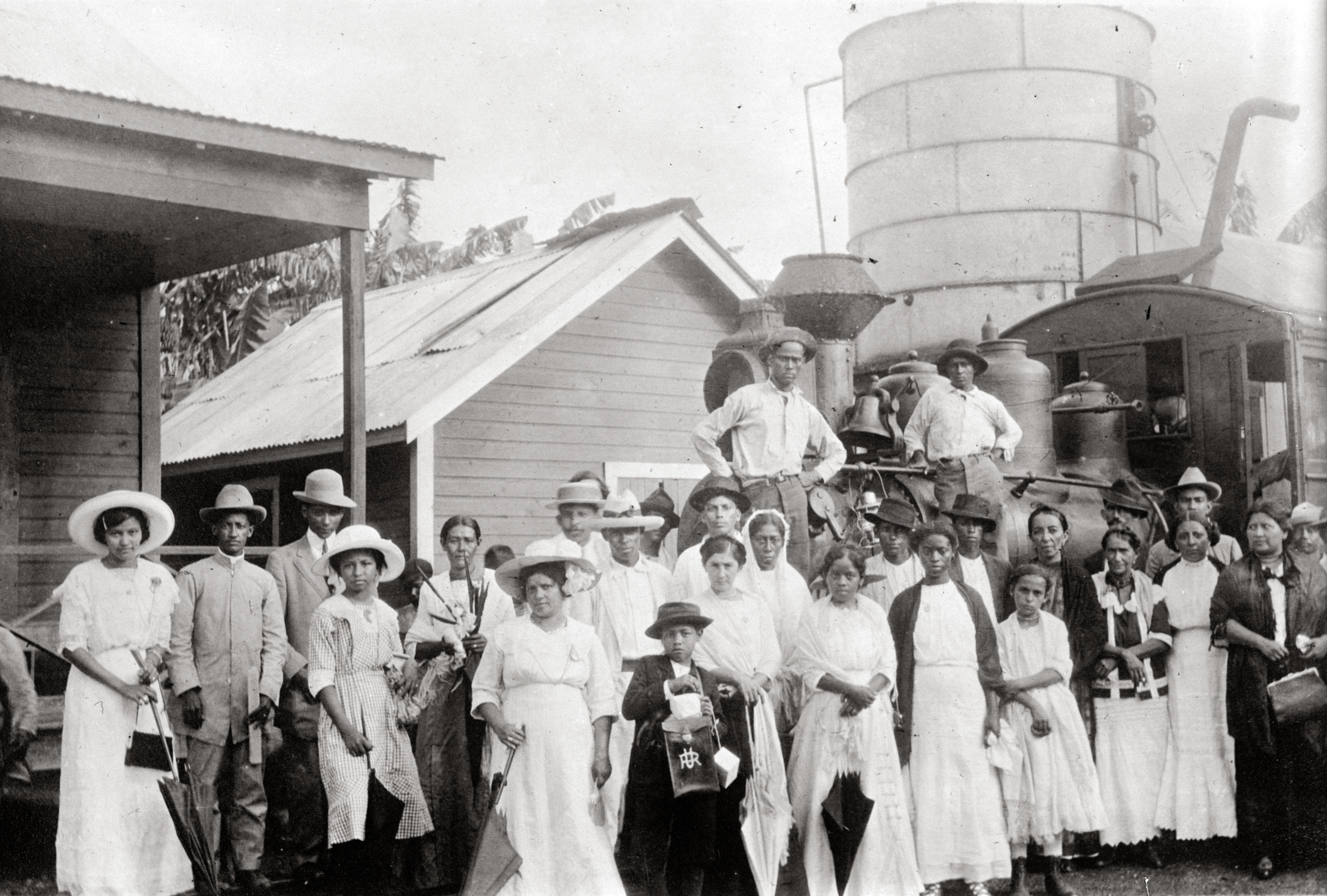
Estación del Ferrocarril en La Ceiba a principios del siglo XX

El general Terencio Sierra fue el primer presidente de Honduras del siglo XX, luego de recibir la presidencia de manos de, Policarpo Bonilla en 1899. Durante su gestión, se dio uno de los hechos históricos más importantes en la vida económica y política del país. El escritor, Marvin Barahona, en su libro; Honduras en el siglo XX relata que «los hermanos Vaccaro, una familia de origen italiano que comerciaban banano en Nueva Orleans, recibió concesiones de tierras en la Costa Norte. A cambio, los concesionarios debían construir ferrocarriles en una extensa área. Las tierras eran concedidas según el número de kilómetros de ferrocarril que cada compañía construyera, estableciéndose 250 hectáreas por cada kilómetro de vía férrea. La empresa de los Vaccaro, como lo hicieron más tarde otros concesionarios en la Costa norte, aprovechó los privilegios que le otorgaban las concesiones para exportar banano desde La Ceiba».
El 1 de marzo de 1902 se convocó al pueblo para elegir al sustituto del presidente Sierra. "Surgieron las candidaturas del General Manuel Bonilla, patrocinada por destacados liberales, y por el partido conservador, con el nombre de Partido Nacional; y la del Dr. Juan Ángel Arias Boquín, sustentada por el Partido Liberal".
Al final de la contienda electoral, el General Manuel Bonilla ganó las elecciones con 28,550 votos por sobre 25,118 del Doctor Juan Ángel Arias Boquín y 4,857 para el Doctor Marco Aurelio Soto. Según el escritor y político, Ángel Zúñiga Huete, estas "cantidades ...no aportaban mayoría absoluta de sufragios para ninguno" de los contendientes según lo estipulaba la Carta Magna. Por lo que "el Congreso de la República debía elegir Designados" para ejercer la presidencia. El congreso designó como presidente al "Doctor Juan Ángel Arias B. y Vicepresidente al General Máximo Betancourt Rosales. Arias y Rosales se hicieron cargo del gobierno el 18 de febrero de 1903”

### Manuel Bonilla
El aspirante presidencial, Manuel Bonilla no aceptó la resolución del Congreso de la República y le hizo la guerra a Juan Ángel Arias. “El 13 de abril cayó el gobierno de Arias, ante la toma de la capital, y otros lugares del país, por las fuerzas del General Manuel Bonilla, quien rubricó con las armas lo que no se le dio por las urnas” Una vez en el poder Manuel Bonilla, convocó al Congreso obligándolo a hacer una segunda revisión del resultado de los comicios de 1902. Esta vez, el congreso declaró al Gral. Manuel Bonilla presidente y a Miguel R. Dávila, como vicepresidente. Estos tomaron sus cargos el 17 de mayo de 1903.”
Una vez en el poder, Bonilla suprimió la libertad de prensa y a la oposición política, al grado de encarcelar al expresidente, Policarpo Bonilla. En febrero de 1904, Manuel Bonilla disolvió la asamblea y ordenó el arresto de nueve legisladores opuestos a su gobierno, denunciando como pretexto, un plan para asesinarlo.
Bonilla asumió poderes dictatoriales y luego convocó a una asamblea constituyente en la cual se revoca la constitución de 1894 y se reinstala gran parte de la constitución de 1880. En esta, "se estipuló que el período presidencial sería de seis en vez de cuatro años, que era el punto más sugestivo para el gobernante y su círculo, que pensaron gobernar sin estorbos hasta el año de 1912. La nueva constitución entró en efecto el 1 de enero de 1906.

### Gobierno y logros de Bonilla

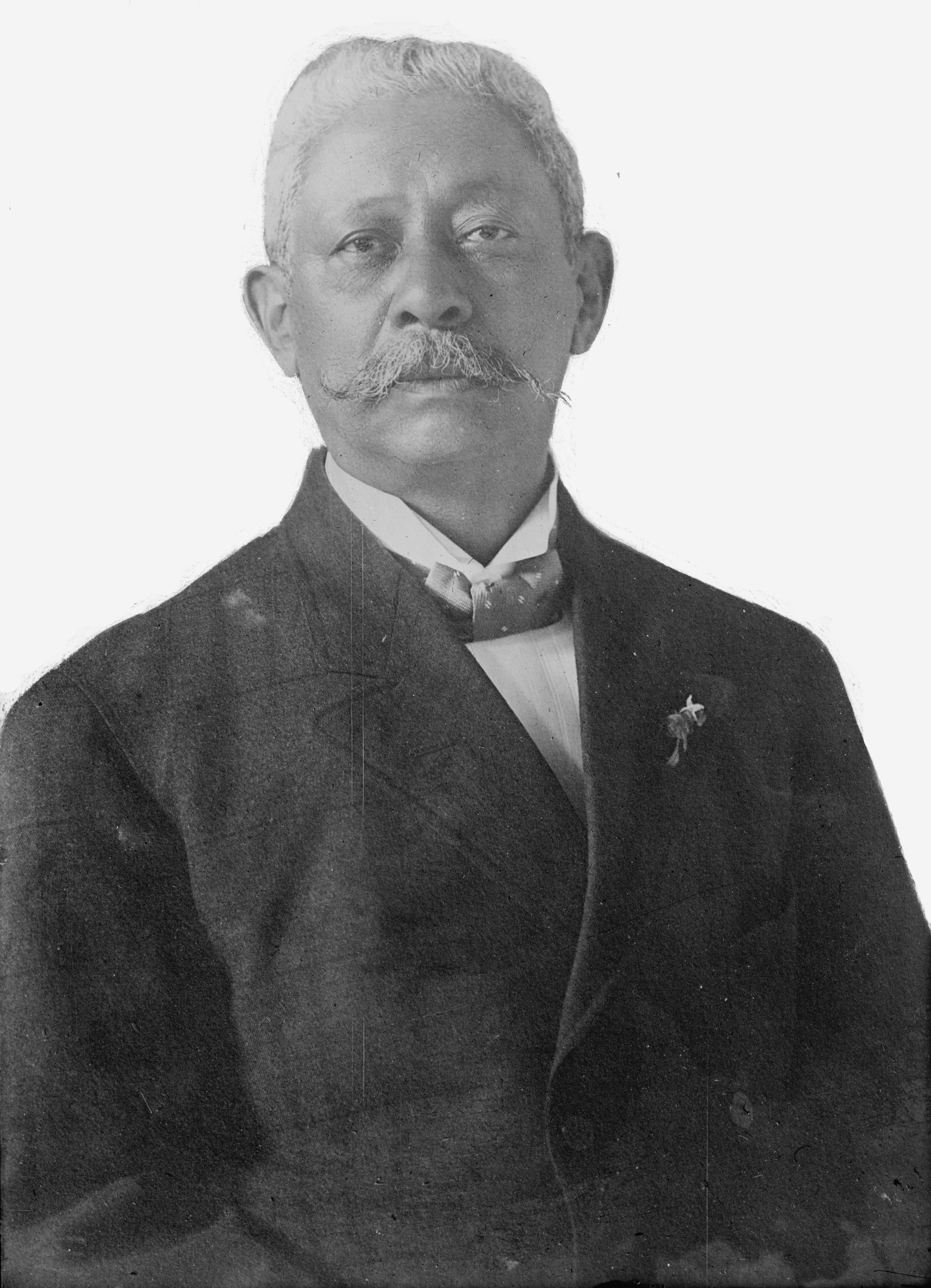
Manuel Bonilla

El presidente, Manuel Bonilla resultó ser mejor amigo de las compañías bananeras que el mismo Terencio Sierra. Durante su administración estas empresas, ganaron las exenciones de impuestos y el permiso para la construcción de muelles y carreteras. También concesiones para construir cauces artificiales para transportar el banano y canalizar los ríos Salado y El Porvenir, así como el permiso para obtener las cartas para la construcción del nuevo ferrocarril. 
Entre sus logros se destacan el llevar a cabo, algunas mejoras internas, particularmente en la construcción de carreteras. Se mejoró el recorrido desde Tegucigalpa a la costa del Pacífico. En el plano internacional, Bonilla hizo pactos de amistad con Nicaragua, y más tarde con Guatemala y El Salvador. Reorganizó a los conservadores en un solo partido político. El actual Partido Nacional de Honduras (PNH) tiene sus orígenes en su administración.
Pero quizás el mayor logro de la administración Bonilla, fue la delimitación de la frontera con Nicaragua especialmente en la zona de La Mosquitia, por la cual hubo una larga disputa. En 1894 un tratado preveía la creación de una comisión de límites, integrada por representantes de Honduras y Nicaragua, para resolver la disputa. Para 1904, esta Comisión se había puesto de acuerdo solo en la parte inferior de la frontera. En ese año, para llegar a un acuerdo en la parte superior, los representantes de las dos naciones eligieron al Rey Alfonso XIII de España como miembro neutral convirtiéndolo en el árbitro de la disputa.
Su decisión, anunciada en 1906, dio la mayor parte del territorio en disputa a Honduras, estableciendo la línea límite de la parte superior a lo largo del Río Coco. En ese momento, ambos gobiernos aceptaron la decisión, pero en 1912, Nicaragua planteó nuevas objeciones. La disputa se resolvió finalmente en 1960, a favor del arbitraje del Rey Alfonso XIII.

### Caída de Bonilla

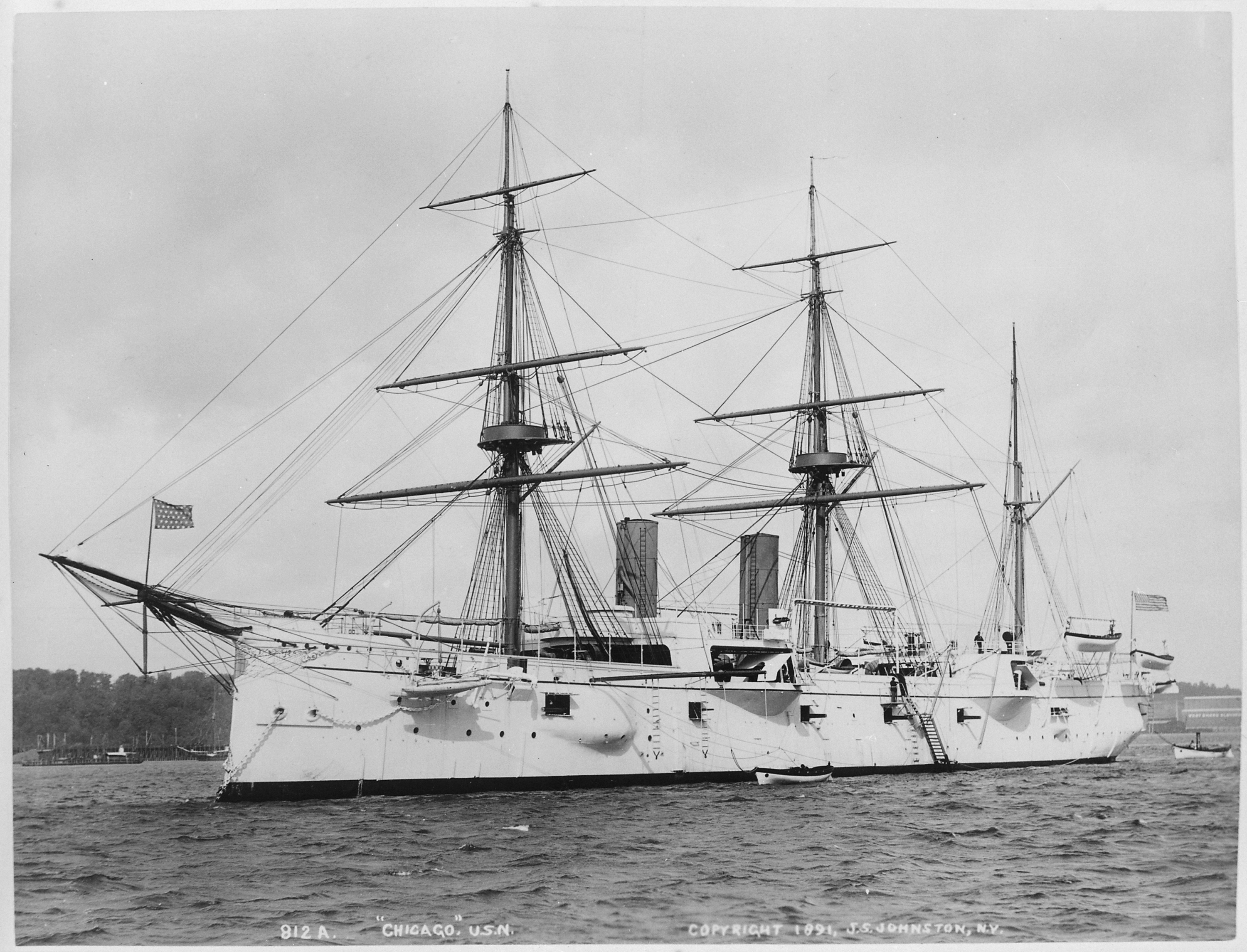
USS Chicago

En 1906, Manuel Bonilla resistió con éxito una invasión desde Guatemala, pero este fue su último gran éxito. El pacto de amistad que tenía firmado (1906) con Guatemala y El Salvador fue interpretada como una alianza anti-Nicaragüense por el presidente José Santos Zelaya de Nicaragua. Zelaya comenzó a apoyar a los liberales exiliados de Honduras en su país en un esfuerzo por derrocar a Manuel Bonilla, quien se había convertido, en efecto, en un dictador. Con el apoyo de elementos del Ejército de Nicaragua, los exiliados invadieron Honduras y en febrero de 1907 y establecieron una junta provisional.
Bonilla intento resistir con la ayuda de los salvadoreños. Pero en marzo, sus fuerzas fueron derrotadas de manera decisiva, en una batalla notable por la aparición de ametralladoras en los conflictos civiles de Centroamérica. Los Estados Unidos vieron con malos ojos el papel desempeñado por el presidente nicaragüense Zelaya, en los asuntos internos de Honduras. Cuando el Ejército de Nicaragua entró a Honduras en 1907, el gobierno estadounidense, creyendo que Zelaya quería dominar toda la región, mandó marines a Puerto Cortés para proteger los negocios bananeros. Otras unidades navales fueron enviadas a Amapala en el Golfo de Fonseca para prevenir ataques contra las últimas posiciones ocupadas por Manuel Bonilla, quien se refugió en el USS Chicago. Con este hecho, la lucha contra la llegó a su fin. 
El encargado de negocios en Tegucigalpa desempeñó un papel activo en la organización de un acuerdo de paz, con el cual el presidente nicaragüense Zelaya no quedó contento. El acuerdo establecía la instalación de gobierno provisional compuesto por Miguel Oquelí Bustillo, Máximo Betancourt Rosales y Juan Ignacio Castro, a finales de marzo de 1907.

## El Tratado de Paz de 1907

### Elección de Miguel Rafael Dávila

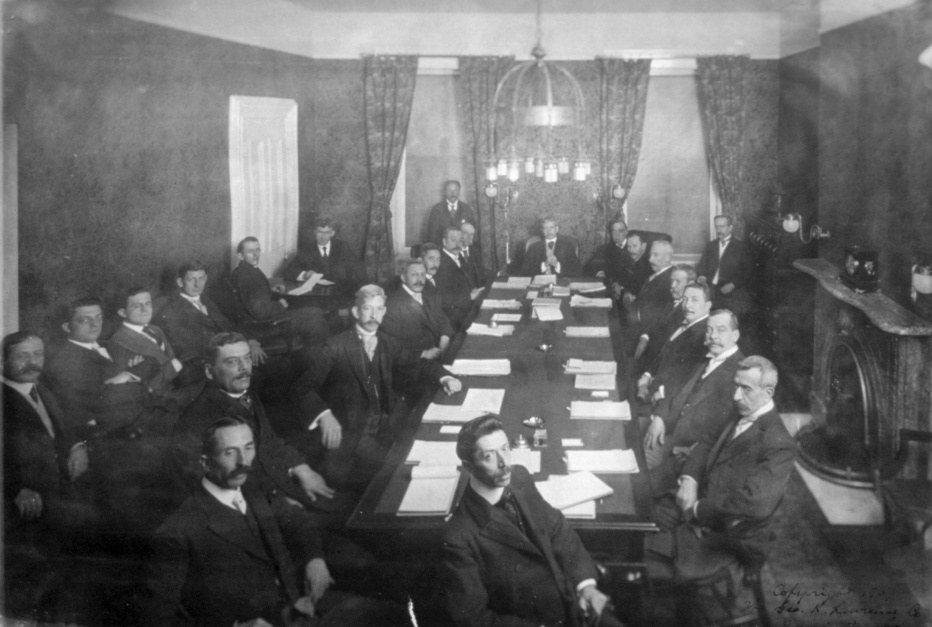
Conferencia de Paz y amistad 1907

El 28 de abril, la Junta Provisional hizo entrega del mando a Miguel Rafael Dávila Cuéllar quien había sido vicepresidente bajo la administración de Manuel Bonilla. Dávila convocó a una asamblea constituyente. Esta restableció la constitución de 1894, convocó a elecciones en la cual el mismo, Miguel R. Dávila resultó elegido presidente para el periodo 1908-12.
Miguel R. Dávila no era hombre de confianza para el presidente nicaragüense, José Santos Zelaya. Por lo que el prospecto de nuevos conflictos llamó la atención del presidente estadounidense, Theodore Roosevelt, teniendo en cuenta los fuertes intereses económicos de los Estados Unidos, tanto en Nicaragua como en Honduras, este convocó a una conferencia en Washington. 
La llamada Conferencia de Paz Centroamericana de 1907 hizo un gran esfuerzo para reducir el nivel de conflictos en la región. Honduras propuso restablecer la unión de los Estados centroamericanos, pero esta no tuvo aceptación. Sin embargo, varias otras medidas fueron adoptadas. Los cinco presidentes firmaron el Tratado General de Paz y Amistad de 1907 y se comprometieron a establecer la Corte Permanente de Justicia Centroamericana, la cual resolvería disputas en un futuro. 
El tratado también comprometía a los cinco países a restringir las actividades de los exiliados de los estados vecinos y sentó las bases para las extradiciones legales. De especial interés fue una cláusula, patrocinada por los Estados Unidos. En esta,
se establecía la neutralidad permanente de Honduras, en los futuros conflictos de América Central. 
Los cinco Estados se comprometieron a denegar el reconocimiento de gobiernos que llegaran al poder por medios revolucionarios. Los Estados Unidos y México, que había actuado como copatrocinadores de la conferencia, se comprometieron también a negar el reconocimiento a tales gobiernos. Desde el punto de vista del Departamento de Estado de los Estados Unidos, estos acuerdos representaban un paso importante hacia la estabilización de América Central y la de Honduras en particular.
La primera prueba de fuego del 'Tratado', la tuvo Honduras en 1908. Los adversarios del presidente Dávila, con el apoyo de Guatemala y El Salvador, invadieron el país. Nicaragua apoyó al presidente hondureño, y la guerra parecía inminente. Pero por temor a una intervención estadounidense, los involucrados acordaron someter la controversia a la nueva Corte Centroamericana. El tribunal rechazó en última instancia las quejas de Honduras y Nicaragua, al mismo tiempo que la rebelión en contra de Dávila se derrumbaba. Con estos hechos se restableció brevemente la paz en Honduras.

### Dávila y la deuda externa

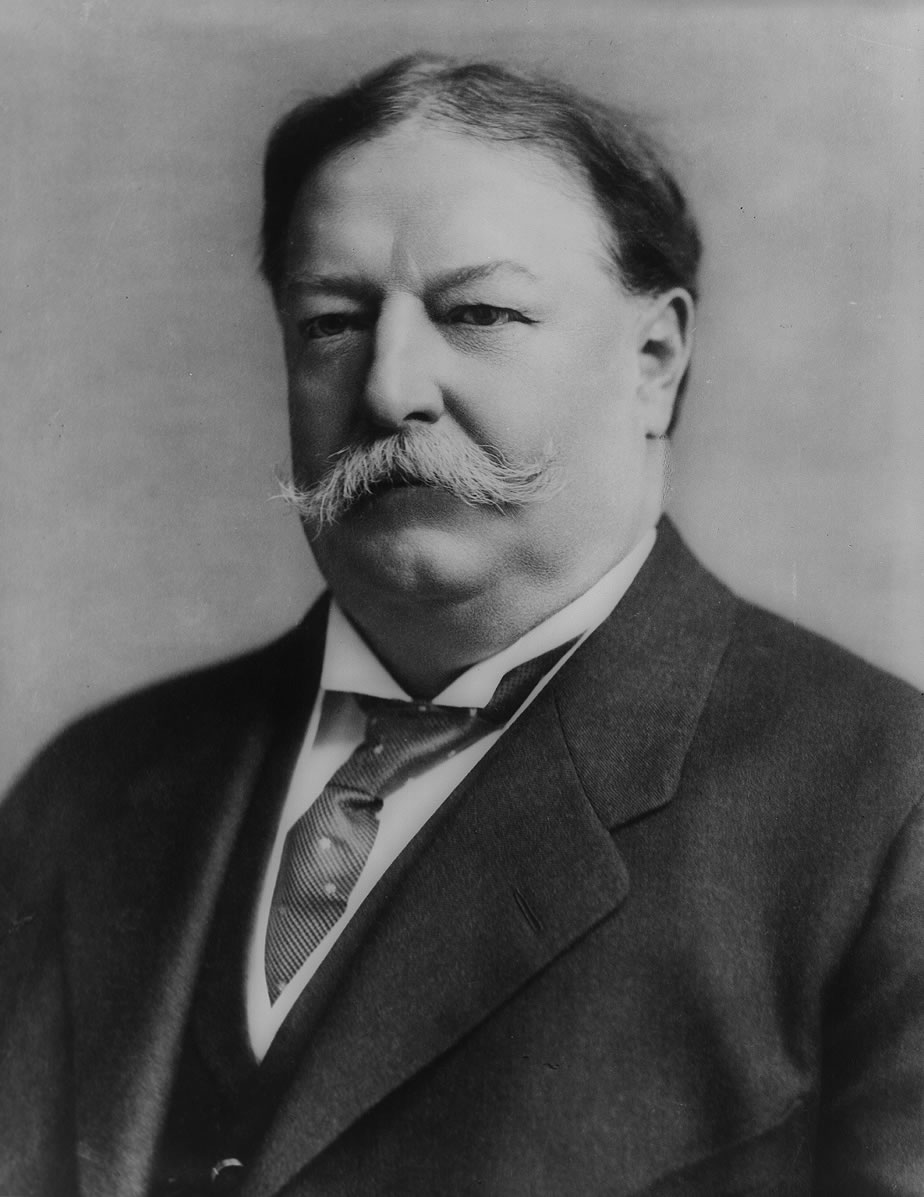
William Howard Taft

Durante su administración, Miguel Dávila trató de modernizar el país, pero además de luchar contra la oposición, el presidente se encontró con la difícil tarea de lidiar con la deuda externa de Honduras, valorada en US$120 millones. De acuerdo a la administración del presidente estadounidense William Howard Taft, la deuda era un factor que contribuía a la inestabilidad política y social del país. Debido a ello, se iniciaron esfuerzos para re-financiar dicha deuda, gran parte de la cual se adeudaba a Inglaterra.
Las negociaciones se organizaron entre los representantes de Honduras y los banqueros de Nueva York, dirigida por JP Morgan. A finales de 1909, un acuerdo alcanzado prevé una reducción de la deuda y la emisión de nuevos bonos del 5 por ciento: los banqueros controlarían el ferrocarril de Honduras, y el gobierno de Estados Unidos tomaría el control de los ingresos de aduanas y asimismo este se comprometió a garantizar la independencia del estado hondureño.
A los términos propuestos por los banqueros hubo en Honduras una gran oposición, lo que debilitó aún más el gobierno del presidente Miguel Dávila. Finalmente se decidió por llevar a cabo las disposiciones más importantes. Pero esto fue visto por los hondureños, como una violación a la soberanía nacional. Por esta razón, El congreso en una rara muestra de independencia, rechazó las propuestas por un voto de treinta y tres a cinco. Pero Miguel Dávila continuó presionando al congreso para que se aprobaran las disposiciones adoptadas.

### Renuncia del presidente Dávila
En medio de todo los problemas que enfrentaba la administración Dávila, este quiso ponerle un alto a las generosas concesiones otorgadas a las compañías fruteras.
Esto provocó la ira de Samuel Zemurray dueño de la Cuyamel Fruit Company quien entonces se dio a la tarea de financiar una revolución en contra de Dávila con el propósito de derrocarle. Para este fin contó con la ayuda del expresidente Manuel Bonilla y mercenarios estadounidenses liderados por Lee Christmas.
El asunto de la deuda externa se interrumpió, debido al levantamiento producido en 1911 en contra del presidente Dávila. Este convocó de inmediato a sus fuerzas para enfrentar las fuerzas del expresidente Bonilla, sin embargo, el gobierno estadounidense se ofreció mediar en el conflicto.  A bordo del USS Tacoma, en la bahía de Puerto Cortés, los representantes de ambos bandos se reunieron a partir del 21 de febrero. La reunión concluyó el 15 de marzo de ese mismo año.
Los revolucionarios, encabezados por el expresidente Manuel Bonilla, y el gobierno acordaron lo siguiente: Ponerle un alto el fuego, la forzada renuncia del presidente Dávila y la instalación de un presidente provisional. Al término de la reunión, el mediador estadounidense, Thomas Dawson, seleccionó a Francisco Bertrand, como presidente provisional y este a cambio se comprometió a celebrar elecciones libres.

## Tratado de Paz 1923

### Gobiernos de Bertrand y López Gutiérrez

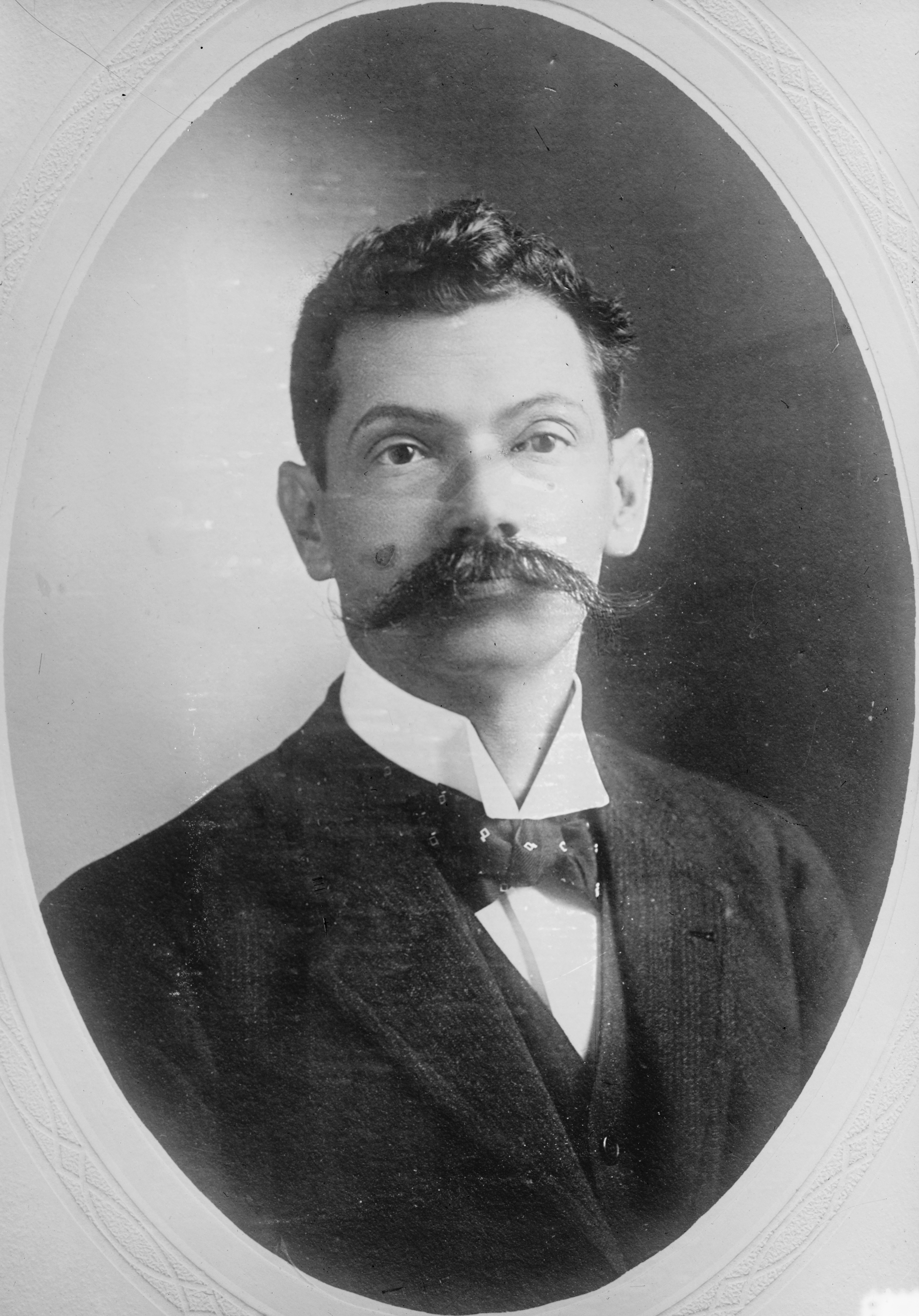
Presidente, Francisco Bertrand

Las elecciones de 1912 fueron ganadas por Manuel Bonilla, pero murió a poco más de un año en el cargo. Bertrand, que había sido su vicepresidente, regresó a la presidencia y en 1916 ganó la elección por un período que duró hasta 1920. El gobierno de Francisco Bertrand, representó mayoritariamente los intereses estadounidenses sobre los nacionales, aceptando la mediación de Estados Unidos en la resolución del conflicto fronterizo con Guatemala y también en el conflicto posterior por dos regiones colindantes con Nicaragua (Las trojes y Potrerillos).
En su segundo mandato, de 1916 a 1919, intento lanzar como candidato oficial del partido a su cuñado Nazario Soriano lo que provocó una guerra civil encabezada por los generales Rafael López Gutiérrez, candidato de la oposición, y el general Vicente Tosta Carrasco. El embajador estadounidense intervino para que Bertrand saliera del poder y abandonara el país.
Desde 1920 a 1923, se dieron diecisiete levantamientos o intentos de golpe de Estado en Honduras. Esto contribuyó aún más a la ya creciente preocupación de los Estados Unidos por la inestabilidad política en América Central. En agosto de 1922, los presidentes de Honduras, Nicaragua y El Salvador se reunieron en el USS Tacoma en el Golfo de Fonseca. Bajo la atenta mirada de los embajadores de los Estados Unidos a estos países. Los presidentes se comprometieron una vez más, a impedir que sus territorios fuesen utilizados para promover revoluciones contra sus vecinos. Asimismo se les hizo un llamado a todos los países, para reunirse en Washington a finales de año. Aparte de todo esto, en el mes de septiembre de 1920 se realizó la primera huelga a nivel nacional, los trabajadores de la empresa “Vaccaro Brother Company” con sede en La Ceiba, departamento de Atlántida se organizaron para exigir ajustes de salarios. 
La conferencia de Washington concluyó en febrero con la aprobación del Tratado General de Paz y Amistad de 1923. En este tratado se reorganizó la Corte Centroamericana y se ratificaron muchas disposiciones del tratado de 1907. La cláusula de no-reconocimiento a gobiernos revolucionarios se extendió. Asimismo los gobernantes se comprometieron una vez más a no intervenir en los asuntos de los vecinos. 
En esa misma reunión se promovió la agricultura, y el libre comercio. Se limitó el armamento y se estableció un límite en el tamaño de las fuerzas militares de cada país (2.500 hombres para Honduras). Estados Unidos se comprometió a buscar la ayuda extranjera para profesionalizar de las Fuerzas Armadas.

### Elecciones e intervención estadounidense

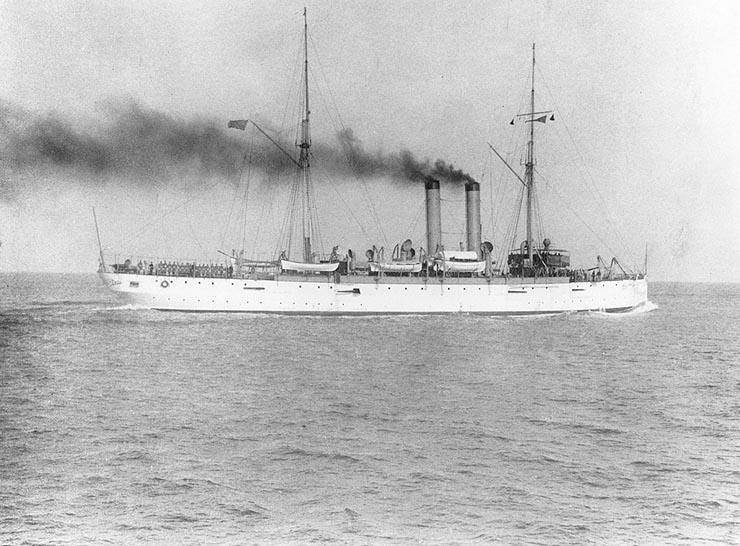
USS Denver

En octubre de 1923 las elecciones presidenciales de Honduras y los conflictos políticos y militares posteriores proporcionarían las primeras pruebas de fuego para estos nuevos acuerdos. Bajo fuerte presión de Washington, López Gutiérrez permitió elecciones libres. Los conservadores largamente fragmentados se unieron bajo la bandera del Partido Nacional de Honduras (PNH). Estos eligieron al gobernador de Cortés, Doctor y General. Tiburcio Carías Andino como su candidato. Mientras que el partido liberal (PLH) estaba dividido en dos corrientes: Unos apoyaban al expresidente Doctor Policarpo Bonilla, y los otros la candidatura del Doctor Juan Ángel Arias Boquín. Al llevarse a cabo las elecciones, Carías recibió el mayor número de votos (49.953). Bonilla (35.474 votos) fue segundo y Arias (20.839 votos) quedó en un distante tercer lugar. Pero ninguno consiguió la mayoría exigida por la Constitución de Honduras. Entonces le tocaba al Congreso reunirse y tomar una decisión. Pero los integrantes de este cuerpo, no se pusieron de acuerdo.
En enero de 1924, López Gutiérrez anunció su intención de permanecer en el cargo hasta nuevas elecciones, pero nunca dio una fecha específica. Ante esta situación, Tiburcio Carías Andino, al parecer, con el apoyo de la United Fruit Company, se autoproclamó presidente, y un nuevo conflicto armado estalló. En febrero el gobierno de Estados Unidos advirtió que cualquier persona que llegase al poder por medios revolucionarios, no sería reconocida. Al mismo tiempo que suspendía relaciones con López Gutiérrez por no celebrara elecciones.
Las condiciones se deterioraron rápidamente en los primeros meses de 1924. El 28 de febrero, una batalla campal tuvo lugar en La Ceiba entre las tropas gubernamentales y los rebeldes. Incluso la presencia de la U.S.S. Denver y el desembarcó de una fuerza de marines de los Estados Unidos fueron incapaces de evitar saqueos e incendios que dejaron perdidas en más de US$ 2 millones en daños a la propiedad. Cincuenta personas, entre ellas un ciudadano de los Estados Unidos, murieron en los combates. En las semanas siguientes, adicionales buques de la Fuerza Naval de los Estados Unidos se concentraron en aguas hondureñas, para proteger los intereses estadounidenses.

### General Vicente Tosta

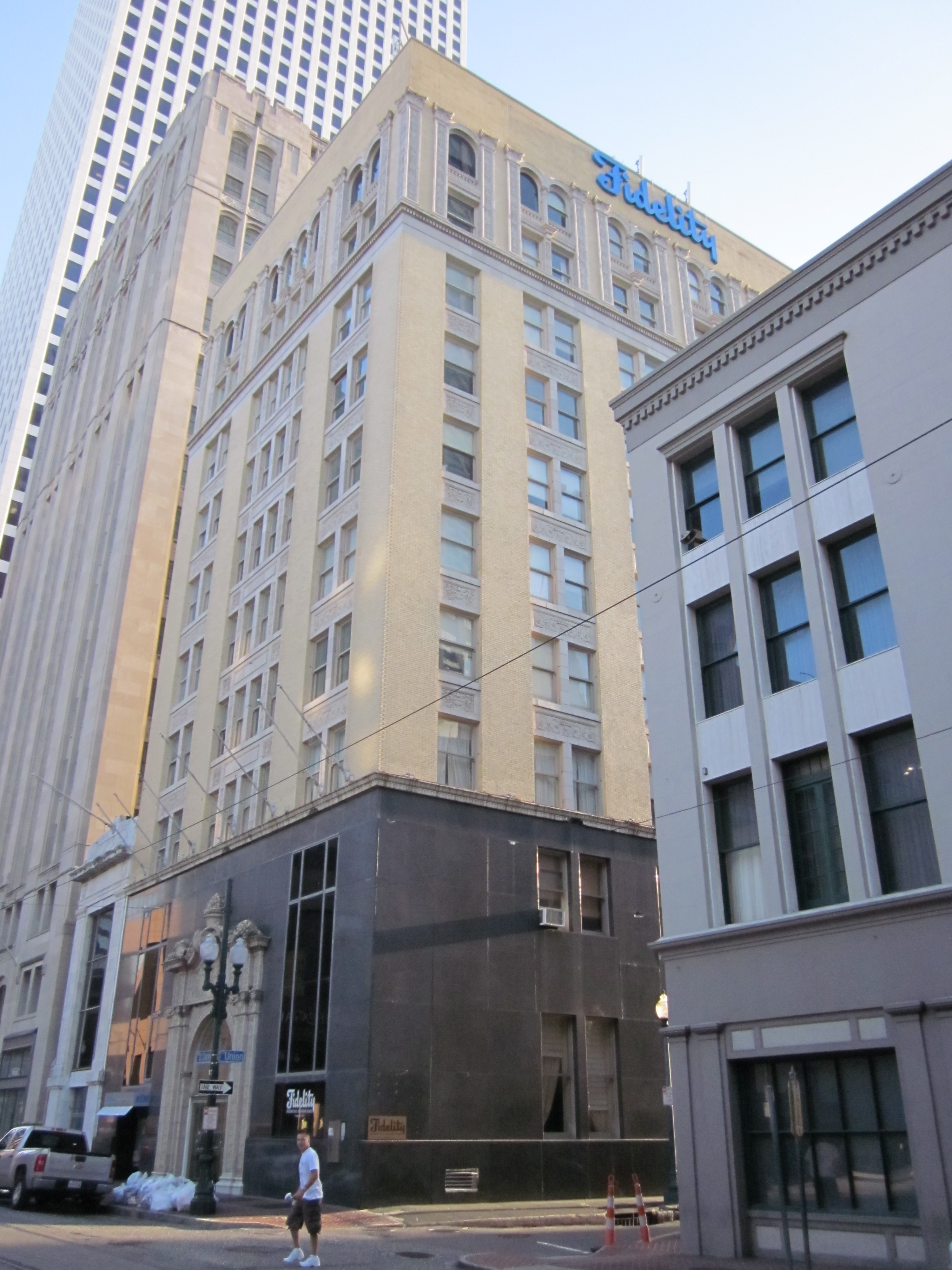
Antiguo edificio de la United Fruit Co.

Una fuerza de infantes de marina y marineros se despachó incluso hacia el interior a Tegucigalpa para brindar protección adicional a la delegación de los Estados Unidos. Poco antes de la llegada de la fuerza, Rafael López Gutiérrez murió, y el control del país recayó en el gabinete de gobierno. El general Carías y otros líderes rebeldes controlaban la mayor parte del campo, pero no coordinaban sus actividades con eficacia suficiente para apoderarse de la capital.
En un esfuerzo para poner fin a los combates, el gobierno de Estados Unidos despachó a Sumner Welles al puerto de Amapala. Welles tenía instrucciones de producir un acuerdo satisfactorio conforme al tratado de 1923, y así llevar al poder a alguien que pudiera ser reconocido legalmente. Las negociaciones, una vez más se realizaron a bordo del buque de guerra estadounidense "USS Milwaukee". Estas duraron del 23 al 28 de abril. Al final se llegó al acuerdo de poner en el gobierno de forma provisional al general Vicente Tosta Carrasco, quien accedió a nombrar un gabinete representando a todas las facciones políticas y convocar a una Asamblea Constituyente dentro de noventa días para restaurar el orden constitucional. La constitución de 1924 fue promulgada durante este gobierno.
Las elecciones presidenciales debían celebrarse lo más pronto posible. Asimismo Tosta prometió abstenerse a ser candidato. Una vez en el cargo, el General Vicente Tosta dio muestras de no querer cumplir algunas de sus promesas. Pero bajo la fuerte presión de la delegación de Estados Unidos, en última instancia, debió cumplir con las disposiciones del acuerdo de paz.
Mantener las elecciones en fecha definida probo ser una tarea difícil. Para ejercer presión sobre Tosta, los Estados Unidos se fijó un embargo de armas a Honduras y se le prohibió al gobierno el acceso al crédito - que incluía un préstamo de US$ 75.000 dólares del Banco Atlántida S.A.. Además, Estados Unidos convenció a El Salvador, Guatemala y Nicaragua a mantener el tratado de 1923 y no reconocer a ningún líder revolucionario como presidente.
Estas presiones en última instancia, ayudó a persuadir a Carías a retirar su candidatura. También ayudó a asegurar la derrota de un levantamiento encabezado por el General Gregorio Ferrera del PNH.

### Miguel Paz Barahona
El Partido Nacional (PNH) nominó a Miguel Paz Barahona, a la presidencia. El PLH, después de algún debate, se negó a nombrar a un candidato, y el 28 de diciembre Paz Barahona ganó la elección por unanimidad. Paz Barahona asumió el 1 de febrero de 1925.
Durante su gobierno, Miguel Paz Barahona se encargó de garantizar el regreso de los exiliados políticos y a cancelar la deuda con Inglaterra (Contrato Alcerro King). También favoreció la concesión de lotes de familia al sector campesino. Asimismo, impulsó la educación pública, para la que hizo uso de cárceles y cuarteles. No obstante la alianza con los intereses de Estados Unidos permaneció intacta. Fue durante este gobierno que se pusieron en marcha persecuciones contra periodistas y ciudadanos opuestos a Estados Unidos. A pesar de un nuevo levantamiento menor dirigido por el general Ferrera en el año 1925, la administración de Paz Barahona fue, relativamente tranquila.
Además en marzo de 1925 los trabajadores del Ingenio Azucarero en el municipio de La Lima, departamento de Cortés empiezan a tomarse las instalaciones, para luego seguirlos los demás trabajadores de la costa norte y secundados por los empleados de la “Cuyamel Fruit Company” en esta los obreros solicitaban: pagos semanales, jornadas de trabajo de 8 horas y aumentos de salario.
En 1928 volvieron los temores por nuevos disturbios al acercarse el fin del mandato de Paz Barahona. El PNH designó a Tiburcio Carías como su candidato a la presidencia, mientras que el PLH nombró a Vicente Mejía Colindres, luego de la muerte del Dr. Policarpo Bonilla. Para sorpresa de muchos observadores, tanto en la campaña electoral como las elecciones se llevaron a cabo con mínimos actos de violencia e intimidación.

### Vicente Mejía Colindres
Mejía Colindres obtuvo una victoria decisiva al lograr 62.000 votos contra 47.000 de Carías. Lo más sorprendente de esta elección fue la aceptación pública de Carías de su derrota. De igual manera fue su insistencia a sus seguidores de aceptar el nuevo gobierno. Mejía Colindres asumió el cargo en 1929 con grandes esperanzas para su administración y su nación. Honduras parecía en el camino hacia el progreso político y económico. Las exportaciones de banano representaban en ese entonces, el 90% de las exportaciones. En 1930, Honduras se había convertido en el principal productor de banano en el mundo.
La United Fruit había llegado cada vez a dominar el comercio, y en 1929 compró la Cuyamel Fruit Company, una de sus dos principales rivales. Con la fusión de estas dos empresas se esperaba un poco más de tranquilidad. Ya que la rivalidad de estas, había contribuido de gran manera a los disturbios revolucionarios. 
De esta tranquilidad se esperó más en 1931, luego del asesinato del general Ferrera en su último intento por derrocar al gobierno.

Sin embargo, Muchas de las esperanzas de Mejía Colindres, se desvanecieron con el inicio de la Gran Depresión. Las exportaciones de banano alcanzaron su punto máximo en 1930, pero luego disminuyeron rápidamente. Miles de trabajadores fueron despedidos, y los salarios de los que permanecieron empleados se redujeron, al igual que los precios pagados a los productores bananeros independientes por parte de las gigantes compañías bananeras. A medida que la depresión se agudizó la situación financiera del gobierno se deterioró, en 1931 Colindres Mejía se vio obligado a pedir prestado $250.000 dólares a las compañías fruteras para asegurarse el pago del ejército.

## La dictadura de Tiburcio Carías Andino

### Elección de Carías

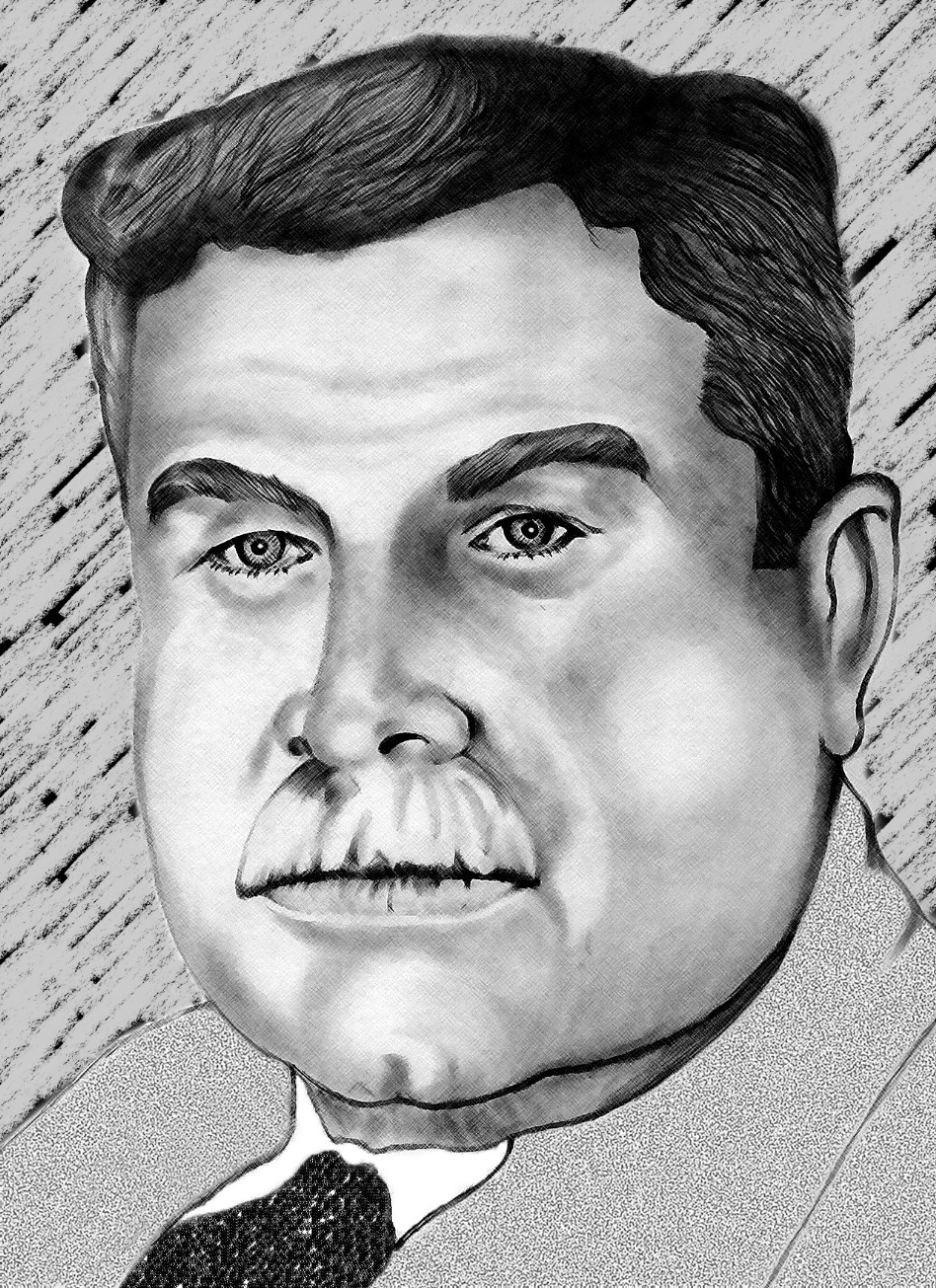
Tiburcio Carías Andino

A pesar de un creciente malestar y graves tensiones económicas, las elecciones de 1932 fueron relativamente pacíficas y justas. “En febrero de 1932, el Partido Nacional de Honduras (PNH) nominaba a Carías como candidato a la presidencia; inicialmente había electo a Venancio Callejas a la Vice-presidencia pero al declinar éste se nombró a Abraham Williams”. Los liberales por su parte nombraron a Ángel Zúñiga Huete como su candidato. Al final de la contienda electoral, Carias ganó las elecciones por un margen de unos 20.000 votos. El General asumió el cargo el 16 de noviembre de 1932, en lo que luego sería, el período más largo de un solo gobierno, en la historia de Honduras.
Al principio se pensó que el gobierno de Carías como sus antecesores, no estaba destinado a sobrevivir por mucho tiempo. Poco antes de su inauguración, disidentes liberales se habían levantado en rebelión. El mismo Carías tomó el mando de las fuerzas del gobierno, obtuvo armas en El Salvador y en poco tiempo aplastó el levantamiento.
Durante la primera parte de su administración, Carías se enfocó en evitar el colapso financiero, la mejora de las fuerzas armadas y la construcción de carreteras. Al mismo tiempo que sentaba las bases para prolongar su estadía en el poder.
La situación económica continuó siendo deprimente a lo largo de la década de 1930. Además de la drástica caída de las exportaciones de banano causado por la depresión, la industria bananera se vio amenazada en 1935, por epidemias como la sigatoka. En un año, extensas áreas incluyendo aquellas en la zona de Trujillo, fueron abandonadas, y miles de hondureños se quedaron sin trabajo. Para 1937 se había controlado la plaga pero muchas zonas afectadas quedaron fuera de producción. Debido a esto, Honduras perdió gran parte del mercado internacional. 
Carías había hecho esfuerzos por mejorar las Fuerzas Armadas, incluso antes de ser presidente. Una vez en el poder, su motivación para continuar su obra aumentó. Este le prestó especial atención a la decadente Fuerza Área por lo que fundó la Escuela Militar de Aviación (1934) contando con un coronel estadounidense como su comandante.
Con el paso del tiempo, Carías se movió lentamente pero sin pausa, para fortalecerse en el poder.
Se ganó el apoyo de las compañías bananeras a través de la oposición a las huelgas y otros disturbios laborales. Fortaleció su posición en los círculos financieros nacionales y extranjeros a través de las políticas económicas conservadoras. Incluso en el apogeo de la depresión, continuó haciendo pagos regulares de la deuda externa, adhiriéndose estrictamente a los términos del acuerdo con los tenedores de bonos británicos. Asimismo, satisfizo a los demás acreedores. Dos pequeños préstamos fueron pagados por completo en 1935.

### Represión
Controles políticos se iniciaron lentamente bajo el gobierno de Carías. El Partido Comunista de Honduras (PCH) fue declarado ilegal. Pero el Partido Liberal de Honduras (PLH) siguió funcionando. Incluso, a los líderes de un pequeño levantamiento en 1935 se les ofreció transporte aéreo gratuito por si deseaban regresar a Honduras. 
A finales de 1935, haciendo hincapié en la necesidad del orden interno y la paz, Carías comenzó a reprimir la prensa y las actividades políticas en su contra.

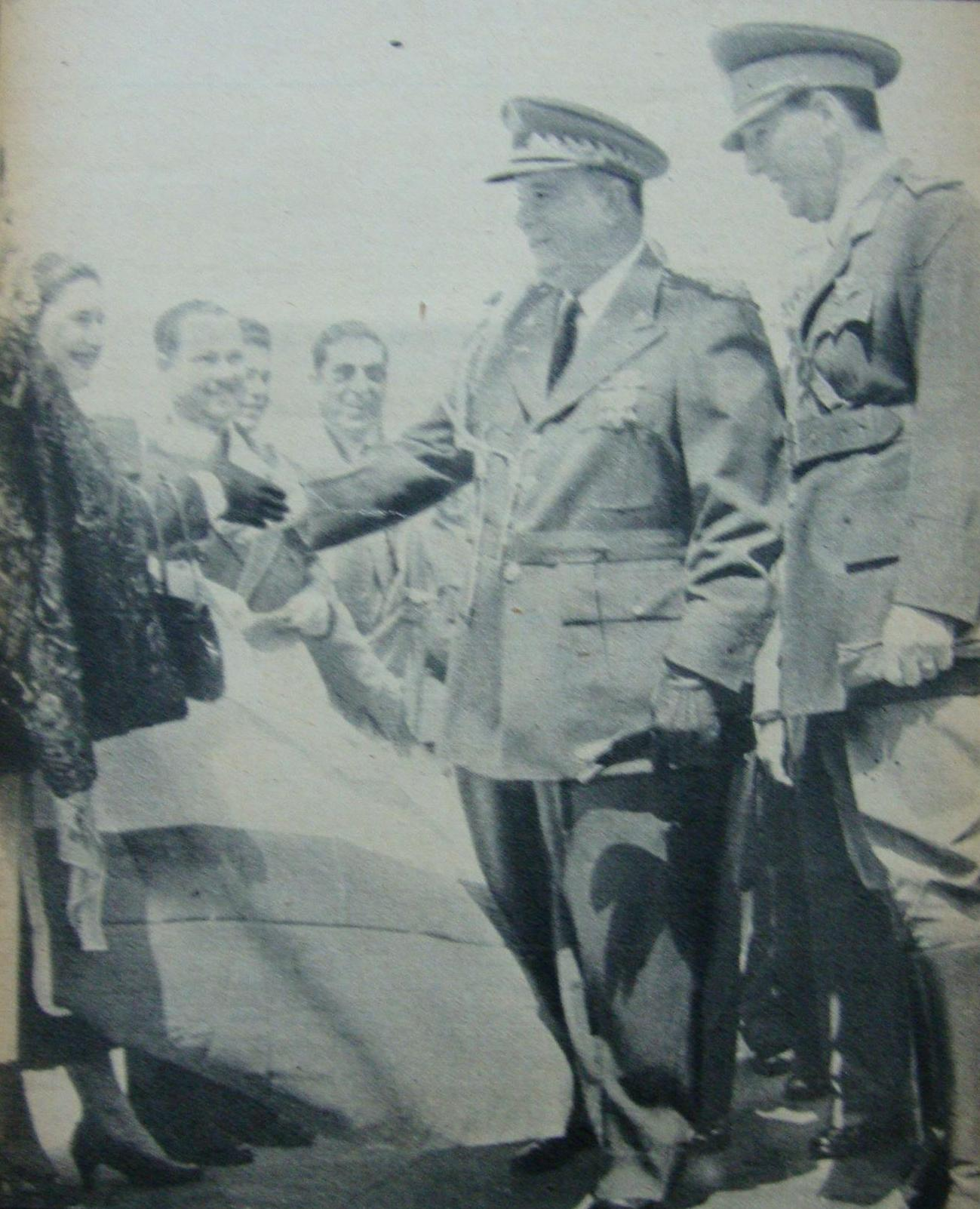
Las relaciones entre Anastasio Somoza García y Carías fueron tensas, debido a disputas fronterizas

Por otro lado, el PNH, comenzó una campaña de propaganda haciendo hincapié en la continuidad de Carías para que continuara la paz y el orden en el país. Sin embargo la Constitución de 1924 como la de 1894 prohibía la reelección. Carías presentó su plan de reelección ante la delegación de los Estados Unidos en Tegucigalpa. Los estadounidenses concluyeron que si similares gobiernos se habían establecido en Guatemala, El Salvador y Nicaragua, no veían por qué Carías no podía extender su mandato. De esta manera Estados Unidos tiró por la borda el 'Tratado de 1923'.
El General Carías entonces convocó a una asamblea nacional constituyente para modificar la constitución. Esta asamblea elegida al 'dedazo' incorporó 30 artículos de la Constitución de 1924 en la nueva constitución. Los principales cambios fueron la eliminación de la prohibición de la reelección inmediata del presidente y el vicepresidente y la extensión del término presidencial de cuatro a seis años. Otros cambios incluyen la restauración de la pena de muerte, la reducción de los poderes de la legislatura, y la negación de la ciudadanía así como el derecho al voto a las mujeres.
El opositor, Partido Liberal y otros sectores reaccionaron a estos cambios, tratando de derrocar a Carías. Numerosos esfuerzos se hicieron en 1936 y 1937, pero sin éxito. Para finales de la década de 1930, el Partido Nacional fue la única organización política reconocida en la nación. Numerosos líderes opositores fueron encarcelados, algunos habían sido encadenados y obligados a trabajar en las calles de Tegucigalpa. Otros, entre ellos el líder de la PLH, Zúñiga Huete, se había exiliado.
Durante su presidencia, Carías cultivo una estrecha relación con sus compañeros dictadores de América Central, los generales: Jorge Ubico de Guatemala, Maximiliano Hernández Martínez de El Salvador, y Anastasio Somoza García de Nicaragua. Su relación más estrecha fue con el dictador Ubico, quien ayudó a Carías a reorganizar su policía secreta, y también capturó y fusiló al líder de un levantamiento en Honduras, quien había cometido el error de cruzar hacia territorio guatemalteco. Las relaciones con Nicaragua eran algo más tensas a consecuencia de la disputa fronteriza. Pero Carías y Somoza lograron mantener bajo control esta disputa a lo largo de los años 1930 y 1940.

### Segunda Guerra Mundial
Honduras entra formalmente en la Segunda Guerra Mundial oficialmente el 8 de diciembre de 1941, tras ello se comienza el envío de materias primas hacia los estados Unidos para la guerra, lo cual generó el hundimiento de varios barcos Hondureños por U-boats alemanes.
Debido a esto se comienza un patrullaje aéreo sobre las costas del país, esto fue posible gracias a la modernización de las fuerzas armadas del Honduras durante los años treinta. El primer encuentro con un submarino alemán sucedió el 24 de julio de 1942 y fue atacado con bombas de 60 libras siendo el primer y único registro oficial de enfrentamiento militar entre un país centroamericano y la Alemania Nazi.  
La única baja operacional sucedió el 3 de agosto del mismo año con la desaparición de un Avión registrado como FAH-2 el cual se estipula que fue dado de baja por el fuego antiaéreo de un Submarino. También se enviaron barcos mercantes hacia los frentes aliados cargados de materias necesarias para la guerra como combustible y municiones.

### Último periodo de Carías
Al vencerse el segundo período de seis años, se ratificó el Artículo de la Constitución que prorrogó el período presidencial a dichos seis años y la Presidencia en los titulares Generales Carías y Williams hasta el 31 de diciembre de 1948.

En 1944 los vínculos de Carías con los dictadores de Guatemala, El Salvador y Nicaragua,  se convirtió en algo contraproducente, una vez que revueltas populares depusieron a Ubico de Guatemala y al salvadoreño Martínez Hernández. Durante un tiempo, parecía como si el contagio revolucionario se extendía a Honduras. 
El líder nacionalista Venancio Callejas, en abierta rivalidad con Tiburcio Carias, se opuso en 1936 a la reelección de Carias, formando entonces el Partido Nacional Legalista, debiendo marcharse al exilio, primero a Nicaragua y luego a Costa Rica. En 1938 suscribió un pacto con su opositor político, el líder liberal José Ángel (Chángel) Zúniga Huete también exiliado político en México, el cual no logró concretarse en una acción concertada en ese entonces. Sin embargo bajo el liderazgo de ese ideario se conformó un complot de civiles y militares en 1943,  con el propósito de derrocar a Carías, donde también se destaca la participación del nacionalista General Manuel Samayoa García, de origen guatemalteco, radicado en Honduras en la segunda década del siglo XX, nacionalista, fiel  seguidor y hombre de confianza de Carías, a quien apoyo  en su ascenso al poder y primeros años de gobierno, ocupando importantes puestos militares y políticos en su gobierno,  pero que  al igual que otros nacionalistas y liberales, descontentos con la dictadura continuista de Carias, se alió  en la conspiración golpista, terminando exiliado en Nicaragua y Costa Rica y falleciendo en su país natal Guatemala, puesto que  el complot  cívico-militar fue descubierto y ferozmente aplastado por el gobierno en 1943, de lo que resultaron muchos alzados,  presos, exiliados o muertos.
En mayo de 1944, un grupo de mujeres comenzó a protestar fuera del Palacio Presidencial de Tegucigalpa, para exigir la liberación de los presos políticos. A pesar de las fuertes medidas tomadas por el gobierno, la tensión creció y Carías se vio obligado finalmente a liberar a algunos prisioneros. Este gesto no satisfizo a la oposición, y las manifestaciones contra el gobierno siguieron extendiéndose. 
En julio varios manifestantes fueron asesinados por tropas gubernamentales en San Pedro Sula. En octubre, un grupo de exiliados invadió a Honduras desde El Salvador, pero no tuvieron éxito en sus esfuerzos por derrocar al gobierno. Los militares permanecieron leales, y Carías continuó en el cargo.

## Juan Manuel Gálvez

### Elección y desempeño de Gálvez

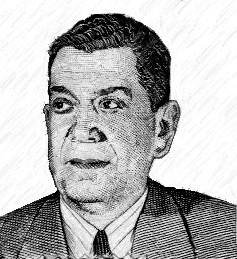
Presidente, Juan Manuel Gálvez

El gobierno de Estados Unidos en turno, estaba deseoso de terminar con los problemas en la región centroamericana. Por eso urgió a Carías a permitir elecciones libres una vez concluido su periodo actual. Para ese entonces, Carías, contaba con más de setenta años. El general cedió a estas presiones y anunció elecciones para octubre de 1948, en la que se abstendría de presentarse como candidato. No obstante, Carías encontró maneras de usar su poder. 
El Gral. nominó a su exministro de guerra (1933), Juan Manuel Gálvez como candidato a la presidencia por el Partido Nacional. Por otro lado, los exiliados de la oposición fueron autorizados a regresar a Honduras. De esta forma, el PLH, tratando de superar años de inactividad y división, nominó a José Ángel Zúñiga Huete como su candidato a la presidencia.
Pero los liberales rápidamente se convencieron de que no tenía ninguna posibilidad de ganar y, acusando al gobierno de manipulación del proceso electoral, boicotearon las elecciones. Este hecho dio a Gálvez una victoria casi sin oposición y en enero de 1949, asumió la presidencia.
Una vez en la presidencia, Gálvez demostró ser una persona independiente. Mucho más de lo que se había anticipado. El presidente Gálvez adoptó algunas políticas de la administración Carías, tales como la construcción de carreteras y el desarrollo de las exportaciones de café. En 1953 casi una cuarta parte del presupuesto del gobierno se dedicó a la construcción de carreteras.
Gálvez también siguió la mayor parte de las políticas fiscales de la administración anterior, la reducción de la deuda externa y pago del último de los bonos británicos. Las compañías fruteras siguieron recibiendo un buen trato por parte de Gálvez. Por ejemplo, en 1949, la United Fruit Co. recibió un contrato favorable de veinticinco años.
Además, Gálvez estableció algunos cambios notables en comparación a los últimos quince años. La educación que recibió mayor atención y comenzó a percibir una parte mayor del presupuesto nacional. El congreso aprobó una ley de impuesto sobre la renta, aunque su aplicación fue esporádica en el mejor de los casos.
El cambio más evidente fue en la arena política. Un considerable grado de libertad de prensa fue restaurada. Al Partido Liberal se le permitió reorganizarse, así como a otros grupos políticos. Los trabajadores también se beneficiaron durante este periodo. Se estableció la jornada laboral de 8 horas, vacaciones pagadas, responsabilidad del empleador por accidentes de trabajo y se reguló el empleo de mujeres y niños.

### La huelga de 1954
La relativa paz que Honduras había disfrutado durante casi dos décadas fue destruida por una serie de eventos durante el último año (1954) de Gálvez como jefe de gobierno. La tensión en toda la región centroamericana había aumentado con una confrontación desarrollada entre el gobierno izquierdista del presidente Jacobo Arbenz Guzmán de Guatemala y los Estados Unidos.
Parte de esta confrontación se debió a la expropiación de tierras de la United Fruit Company por parte del gobierno guatemalteco. Asimismo Estados Unidos acusó al gobierno de Arbenz Guzmán de fomentar la agitación entre los trabajadores de la Compañía frutera.
En 1952 Estados Unidos había considerado tomar acciones para derrocar al presidente guatemalteco. Pero el gobierno de Gálvez, que había dado asilo a opositores a ese gobierno entre ellos Carlos Castillo Armas, se mostró renuente a cooperar en las acciones directas en contra de Guatemala, y los planes no fueron activados.
Ello fue hasta principios de 1954, cuando una gran operación encubierta se desarrolló en territorio hondureño contra el presidente Guatemalteco. El gobierno de Honduras había mostrado preocupación, debido a las tensiones entre los trabajadores de la industria del banano y la United Fruit Co. La administración de Gálvez concluyó, que esto se debía a la influencia que el gobierno izquierdista de Guatemala tenía sobre los trabajadores hondureños.
Para principios de mayo de 1954, las tensiones habían aumentado. En primer lugar, se dieron una serie de huelgas contra las operaciones de la United Fruit Company en la costa norte de Honduras. A los pocos días, la huelga se extendió e incluyó las operaciones de la Standard Fruit Company, con lo que el sector bananero del país llegó a un punto muerto.
Los huelguistas presentaron una amplia gama de quejas. Entre las que se incluyen: El aumento de salario, mejores condiciones de trabajo, beneficios médicos, pago de horas extras, y el derecho a la negociación colectiva. Los esfuerzos iniciales del gobierno para poner fin a la huelga fracasaron y los paros empezaron a extenderse a otras industrias. El 21 de mayo, el número de huelguistas se acercaba a 30.000, y la economía del país estaba bajo una fuerte presión.
Además de tener que lidiar con la huelga, asimismo el gobierno se veía cada vez más involucrado en el movimiento para derrocar al gobierno de Arbenz en Guatemala. A finales de mayo, un acuerdo de asistencia militar suscrito entre Estados Unidos y Honduras, y grandes cantidades de armas estadounidenses fueron enviados rápidamente a Honduras.
Gran parte de esta ayuda recibida se envío a los rebeldes anti-Arbenz al mando de Castillo Armas. En junio esas fuerzas cruzaron la frontera de Guatemala y después de varios días de maniobras políticas, y poca lucha armada, Arbenz huyó al exilio y Castillo Armas tomó el poder en ese país.
Con el derrocamiento de Arbenz se terminó la influencia extranjera entre los trabajadores hondureños. La huelga terminó en julio de ese año, los dirigentes sindicales que habían sido acusados de tener vínculos con Guatemala fueron encarcelados, pero las compañías bananeras cedieron a algunas demandas de los trabajadores. Esto marcó el comienzo de una fuerza laboral más organizada y la disminución en el poder de las compañías fruteras.

### La crisis constitucional de 1954

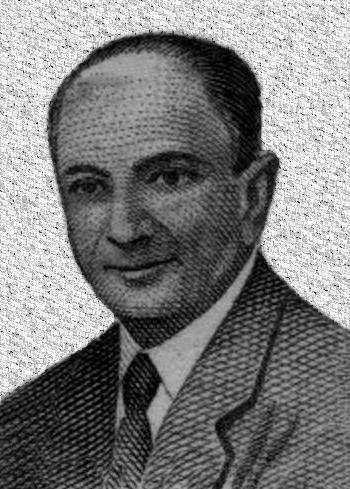
Julio Lozano Díaz

En medio de estos conflictos, la campaña para las elecciones de 1954 continuó. Descontento con algunas políticas de Gálvez hacia la liberalización, Carías, a pesar de su avanzada edad, decidió postularse para presidente, asegurando la nominación del PNH. 
Este movimiento, sin embargo, dividió al partido. Los miembros más moderados se separaron del partido y formaron el Movimiento Nacional Reformista (MNR)). Su candidato fue el exvicepresidente Abraham Williams Calderón. Esta división de los nacionalistas motivaron a los liberales quienes se unieron detrás de la candidatura de Ramón Villeda Morales, un médico de Tegucigalpa.
Tanto la campaña como las elecciones fueron muy libres y honestas. El 10 de octubre de 1954, aproximadamente 260.000 de los más de 400 mil votantes acudieron a las urnas. Villeda Morales ganó las elecciones con 121.213 votos, Carías recibió 77.041, y Williams se llevó 53.041. 
El PLH también obtuvo la mayoría en la legislatura. pero de acuerdo a la Constitución, Villeda no obtuvo la mayoría de votos necesarios para ser presidente (-8000 votos). Algo parecido a lo sucedido en 1924. Esta situación dejaba en manos de la legislatura la decisión de elegir al nuevo presidente. Para complicar más las cosas, Gálvez se fue a Miami supuestamente para recibir tratamiento médico, aunque algunas fuentes aseguran que simplemente huyó del país, dejando el gobierno en manos del vicepresidente Julio Lozano Díaz.
Tanto el Partido Nacional (PNH) como el Movimiento Nacional revolucionario (MNR) no estaban dispuestos a aceptar la elección de Villeda por lo que boicotearon la asamblea legislativa, produciendo una crisis constitucional. Por lo que de acuerdo a esta constitución, le tocaba a la Corte Suprema de Justicia elegir al presidente. Como la corte estaba dominada por personas nombradas por Carías, el PLH se opuso a tal curso de acción. En esta coyuntura, Lozano Díaz repentinamente suspendió la legislatura y se proclamó presidente hasta nuevas elecciones.